# Obszar ochrony ścisłej Suche Zbocza
Obszar ochrony ścisłej Suche Zbocza – obszar ochrony ścisłej znajdujący się na terenie Wielkopolskiego Parku Narodowego, w pobliżu Dębienka (przy granicy administracyjnej Stęszewa), w dolinie Trzebawki. Powierzchnia obszaru wynosi 3,54 ha.

## Przyroda
Przedmiotem ochrony jest obszar leśny subkontynentalnego boru sosnowego, a także zbiorowiska roślinności kserotermicznej. Jest to południowy, dobrze nasłoneczniony stok wysoczyzny morenowej, który porastają sosny (około 110-letnie) z domieszką dębów szypułkowych. W podszycie, na obrzeżach występują zarośla tarninowe. W runie spotkać można m.in. takie rośliny jak: trzcinnik piaskowy, kostrzewa owcza, mietlica pospolita, pajęcznica gałęzista, wiązówka bulwkowa, goździk kartuzek, macierzanka piaskowa, czy wrzos zwyczajny. Reprezentantami fauny są owady prostoskrzydłe oraz lubiące ciepło stawonogi. W bezpośrednim sąsiedztwie znajduje się obszar ochrony ścisłej Bagno Dębienko (na dnie doliny Trzebawki).

## Turystyka i transport
W pobliżu przebiega szlak turystyczny  zielony ze Stęszewa do Szreniawy oraz linia kolejowa z Poznania do Wolsztyna.